# Parlement d'Écosse
Pour l'institution actuelle, voir Parlement écossais.

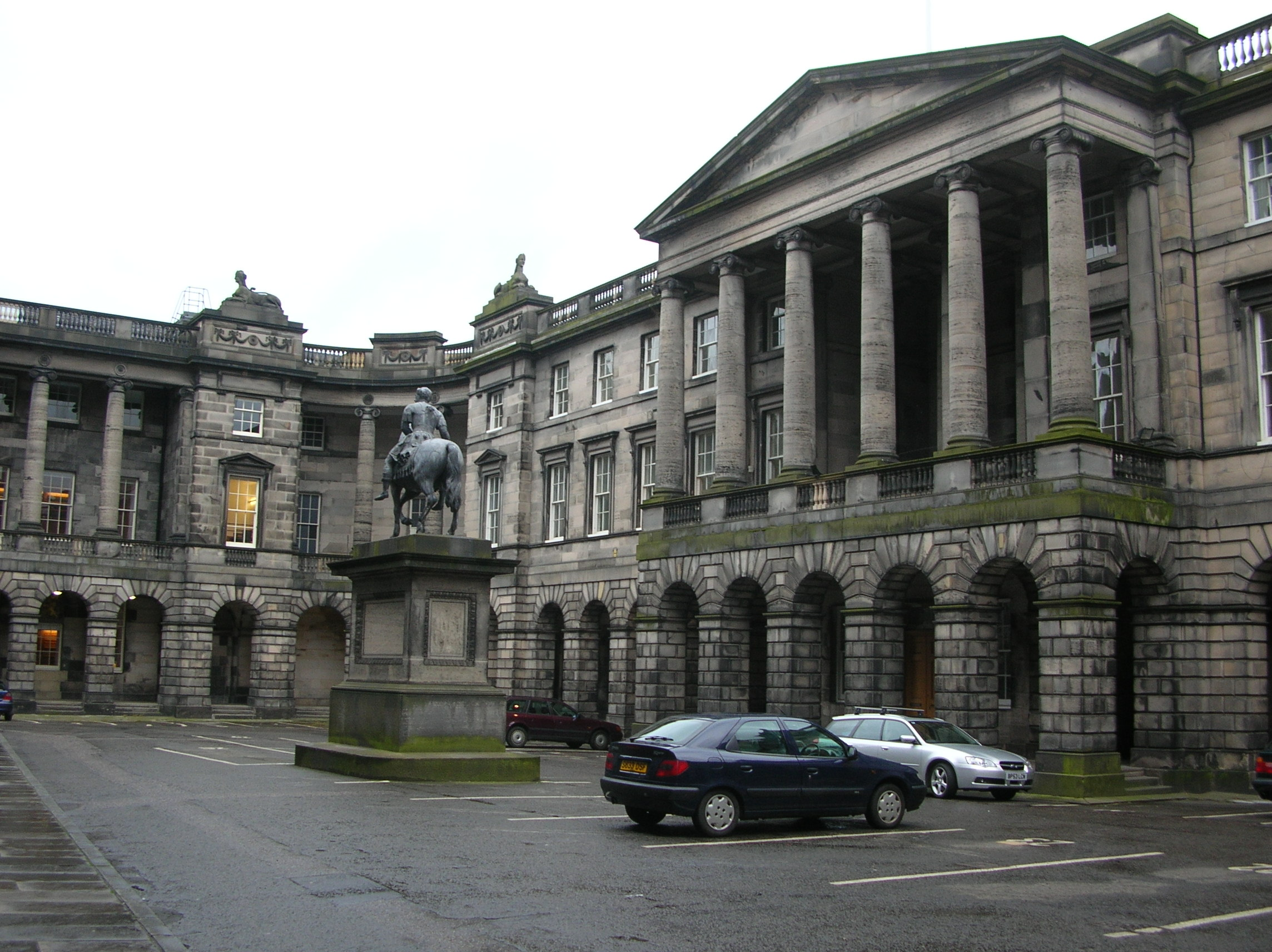
Parliament House à Édimbourg, ancien siège du Parlement d'Écosse.

Le Parlement d'Écosse, officiellement appelé États du Parlement (Estates of Parliament), est l'organe législatif du royaume d'Écosse, avant que celui-ci ne soit rattaché à celui d'Angleterre en 1707, lors de la formation du royaume de Grande-Bretagne.
L'existence avérée du Parlement monocaméral d'Écosse remonte au début du XIIIe siècle. Ses assemblées étaient désignées, comme pour le Parlement d'Angleterre, par le terme latin de colloquium : colloque, conférence, pourparlers. La première de ces réunions, dont on possède des preuves fiables, se tint en 1235, durant le règne d'Alexandre II d'Écosse, à Kirkliston, une petite ville se trouvant maintenant dans la banlieue d'Édimbourg.
Ce Parlement était également appelé « les États d'Écosse », « les Trois États » ou « le Parlement des Scots ». Il se réunit jusqu'en 1707, date à laquelle l'Acte d'Union le fusionna avec le Parlement d'Angleterre, créant le nouveau Parlement de Grande-Bretagne.
Le Parlement d'avant 1707 a longtemps été dépeint comme un corps constitutionnellement défectueux, sa fonction consistant essentiellement à enregistrer les décisions royales. Mais des recherches récentes ont montré qu'il avait joué un rôle actif dans les affaires écossaises, et avait même été parfois une source d'irritation pour la couronne écossaise.

## Les Trois États
Ses membres étaient connus collectivement sous le nom des « Trois États » (Thrie Estaitis en moyen-écossais, et tres communitates en latin) ou de « Communauté du royaume ». Ces trois États étaient :
- le premier État, composé des prélats : évêques et abbés,
- le second État, regroupant les propriétaires fonciers (les lairds) : ducs, comtes, lords du Parlement (après 1437) et les principaux vassaux laïcs,
- le troisième État enfin, constitué des commissaires des burghs, représentants choisis par les burghs royaux.

À partir du XVIe siècle, le second État fut réorganisé par la sélection des commissaires de comté. Certains ont vu là la création d'un « quatrième État ». Durant le XVIIe siècle, après l'Union des Couronnes, un « cinquième État » a encore été distingué, celui des titulaires d'une charge royale. Ces deux catégories supplémentaires sont fortement controversées par les historiens parlementaires. En tout état de cause, le terme utilisé pour désigner les membres assemblés demeure « les Trois États ».
Un commissaire de comté était le plus proche équivalent du Membre du Parlement en Angleterre, c'est-à-dire qu'il était roturier ou membre de la petite noblesse. Comme le Parlement d'Écosse était monocaméral, tous les membres siégeaient dans la même chambre, par opposition au bicamérisme anglais, qui possède une Chambre des lords et une Chambre des Communes.
Le Parlement avait aussi des circonscriptions universitaires. Ce système fut aussi adopté par la Parlement d'Angleterre, quand Jacques Ier d'Angleterre accéda au trône. On estimait que les universités étaient affectées par les décisions du Parlement, et qu'elles devaient par conséquent y disposer d'une représentation. Cela fut maintenu dans le Parlement de Grande-Bretagne, après l'Acte d'Union, et dans le Parlement du Royaume-Uni jusqu'en 1950. En Irlande, les circonscriptions de l'Université de Dublin et de Trinity College de Dublin élisent toujours des représentants. Jusqu'en 1937, ces représentants furent élus au Dáil Éireann, puis au Seanad Éireann.

## Les origines
Depuis l'époque de Kenneth Ier d'Écosse, le royaume écossais d'Alba était dirigé par des chefs de tribu et par de petits rois, sous la suzeraineté d'un Haut-roi. Toutes les charges étaient attribuées par une assemblée délibérative, selon un système connu sous le nom de tanistrie, qui combinait l'hérédité et le consentement des dirigeants. Le candidat était généralement nommé à l'approche de la mort du titulaire, et cet héritier élu était alors appelé le taniste, de l'écossais tànaiste, littéralement second en excellence. Ces premières assemblées ne peuvent toutefois pas être considérées comme des 'parlements' dans le sens que prit plus tard ce terme, car elles étaient complètement différentes de l'institution ultérieure, inspirée par les Normands. D'ailleurs, après que Macbeth Ier d'Écosse fut renversé par Malcolm III d'Écosse en 1057, la tanistrie fut abandonnée et la primogéniture adoptée sous l'influence normande comme moyen de succession en Écosse et dans la majeure partie de l'Europe occidentale
Pendant le Moyen Âge, le Parlement écossais évolua à partir du Conseil royal des évêques et des comtes. La première assemblée, appelée colloquium, qui peut être assimilée à un parlement, se tint en 1235, et disposait d'un rôle politique et judiciaire. Au début du XIVe siècle, la participation de chevaliers et de propriétaires terriens était devenue importante, et, à partir de 1326, les commissaires de burgh siégèrent également. Composé de trois états, le clergé, les propriétaires fonciers et les commissaires de burgh, siégeant en une seule chambre, le parlement écossais acquit des pouvoirs importants dans des domaines particuliers. Il fallait son accord pour les taxes, même si, au Moyen Âge, les impôts étaient levés irrégulièrement en Écosse. Il disposait aussi d'une forte influence sur la justice, la politique étrangère, la guerre et toutes les formes de législation politique, ecclésiastique, sociale ou économique. Le travail parlementaire était aussi mené par des institutions 'sœurs', tout d'abord par le Conseil général d'Écosse jusqu'à environ l'an 1500, puis par la Convention des États. Elles pouvaient mener beaucoup d'affaires, que traitaient aussi le Parlement — impôts, législation, orientation politique — mais elles manquaient de l'autorité suprême d'un véritable parlement.

## Les Lords des Articles
Depuis le début des années 1450 jusqu'en 1690, une grande partie de l'activité législative du Parlement d'Écosse fut menée par un comité parlementaire connu sous le nom de 'Lords des Articles'. Il s'agissait d'un comité choisi par les trois états, chargé de préparer la législation, puis de la présenter devant l'assemblée plénière pour ratification. Dans le passé, les historiens ont été particulièrement critiques vis-à-vis de ce corps, prétendant qu'il fut rapidement dominé par les nominations royales, sapant de ce fait le pouvoir de l'assemblée tout entière. Des recherches récentes suggèrent que ce fut loin d'être toujours le cas. Ainsi en mars 1482, ce comité fut noyauté par un groupe d'hommes, qui fut peu après impliqué dans un coup d'État contre le roi et son gouvernement. En d'autres occasions, le comité comptait tant de membres qu'il n'aurait pas été plus facile à contrôler que l'assemblée tout entière. De façon plus générale, ce comité était un moyen pratique pour déléguer la rédaction complexe des actes aux membres du Parlement spécialistes des lois et des lettres — tout comme les commissions parlementaires modernes — l'assemblée plénière des trois états conservant son droit d'approuver les lois.

## Relations avec la Couronne
À différents moments de son histoire, le Parlement d'Écosse fut capable d'exercer une influence considérable sur la Couronne. Ceci ne doit pas être regardé comme une lente montée de la puissance parlementaire depuis 1235 jusqu'au XVIIe siècle, mais plutôt comme une succession de situations, où, pendant certaines décennies ou sessions, le Parlement devenait particulièrement capable d'exercer son influence sur la Couronne, alors qu'à d'autres moments, cette faculté lui était plus mesurée. Dès le règne de David II, le Parlement fut capable d'empêcher ce roi de poursuivre sa politique d'union des couronnes avec l'Angleterre, et au XVe siècle, les monarques Stuart subirent pendant une longue période l'influence puissante du Parlement. Des situations inverses se seraient produites au début du XVIe siècle sous les règnes de Jacques VI d'Écosse et de Charles Ier d'Angleterre, et au XVIIe siècle, le Parlement fut capable de supprimer le droit de présence du clergé en 1689, pourtant après la Restauration, et, en 1690, d'abolir les Lords des Articles, limitant de ce fait la puissance royale. La force du Parlement fut telle pendant la période suivante, que la Couronne se tourna vers la corruption et la manipulation politique pour saper son autonomie. Néanmoins, pendant la période qui s'étendit de 1690 à 1707, des alliances et des groupes politiques se formèrent au sein du Parlement dans une atmosphère de rigueur et de responsabilité. Les différends, créés par l'Acte anglais d'établissement de 1701, l'Acte écossais de sécurité de 1704, puis l'Acte anglais des Étrangers de 1705, montrèrent que les parlements anglais et écossais étaient prêts à prendre des risques considérables, mais cependant mûrement réfléchis, dans leurs relations.

## Histoire

### Le Parlement d'avant 1400
Entre 1235 et 1286, on ne peut pas dire grand-chose de sûr de la fonction du Parlement, mais il paraît avoir eu un rôle politique et judiciaire, qui, pour la fin du siècle, se trouvait bien établi. À la mort d'Alexandre III, l'Écosse se trouva sans monarque adulte, et, dans cette situation, le Parlement semble avoir pris plus d'importance, pour donner plus de légitimité au Conseil des Gardiens, qui dirigeait le pays. À partir du règne de Jean de Baillol (1292-96), le Parlement était bien établi, et Baillol tenta de l'utiliser pour résister aux empiètements de son suzerain, Édouard Ier d'Angleterre. Après la déposition de Balliol en 1296, le Parlement perdit provisoirement de son importance, mais il fut de nouveau régulièrement convoqué par Robert Ier d'Écosse à partir de 1309. Durant son règne, quelques-uns des plus importants documents établis par le roi et la Communauté du royaume furent conçus au Parlement — par exemple la « déclaration du clergé de 1309-10 » — bien que la latitude de la 'Communauté' de s'exprimer indépendamment du roi soit discutable.
À partir du règne de David II, la dénomination « Trois états » remplaça celle de « Communauté du royaume », et le Parlement était alors fort capable de s'opposer au roi, lorsque cela était nécessaire. Plus particulièrement, il empêcha à plusieurs reprises David d'accepter la succession au trône d'Angleterre. Pendant les règnes de Robert II et de Robert III, il semble que le Parlement fût convoqué moins souvent, et que la puissance royale fût elle-même sur le déclin. Après le retour de Jacques Ier de captivité d'Angleterre en 1424, cette institution retrouva son importance, et apprécia vraisemblablement cette très grande période de pouvoir sur la Couronne.

### LeXVesiècle
Après 1424, le Parlement était souvent enclin à défier le roi, et il était loin d'être un simple enregistreur des décisions royales. Durant le XVe siècle, le Parlement fut appelé bien plus souvent que, par exemple, le Parlement anglais, qui n'était convoqué en moyenne qu'une fois par an, un fait qui montre bien son influence. Dans les années 1420, il s'opposa régulièrement aux demandes de Jacques Ier (1424-1437) de lever un impôt destiné à payer une rançon aux Anglais. Dans les années 1470 et au début des années 1480, il se montra ouvertement hostile à Jacques III (1460-1488). En 1431, le Parlement accorda la levée d'un impôt pour une campagne de Jacques Ier dans les Highlands, à la condition que l'argent fût conservé dans un coffre fermé à clé et gardé par des personnes très mal considérées par le roi. En 1436, il y eut même une tentative d'arrestation du roi « au nom des Trois états ». Entre octobre 1479 et mars 1482, Jacques III n'était plus du tout maître du Parlement, qui refusa de déchoir son frère, le duc d'Albany, malgré le siège par le roi du château du duc. Il essaya d'empêcher le roi de conduire son armée contre les Anglais, une évidente indication du manque de confiance des Trois états en leur monarque, et il nomma aux Lords des Articles et à d'importantes charges des hommes, qui allaient bientôt faire perdre ses pouvoirs au roi. Jacques IV (1488-1513) se rendit compte que le Parlement pouvait souvent créer plus de problèmes qu'il n'en résolvait, et, à partir de 1509, il évita de le réunir. Cette tendance a pu également être observée, et interprétée comme une croissance de la puissance royale, dans d'autres nations européennes, telles que l'Angleterre sous Henri VII, la France et certains Cortes Generales espagnols.

### LeXVIesiècle
Durant le XVIe siècle, la composition du Parlement subit un certain nombre de changements importants, et il se retrouva à partager la scène avec de nouveaux organismes nationaux. L'émergence de la Convention des burghs royaux comme parlement des villes commerçantes d'Écosse, et le développement de l'Assemblée générale du Kirk, après la Réforme de 1560, signifiaient que ces assemblées représentatives rivales allaient pouvoir faire pression sur le Parlement dans des domaines spécifiques.
À la suite de la Réforme, des laïcs avaient acquis les monastères, et ceux qui siégeaient en tant qu'abbés ou prieurs faisaient en réalité partie de l'état des nobles. Les évêques continuaient à siéger au Parlement, qu'ils fussent protestants ou pas. Ceci amena le Kirk à faire pression pour réformer la représentation ecclésiastique au Parlement. Le clergé catholique fut exclu à partir de 1567, mais les évêques protestants continuèrent à faire partie du premier état, jusqu'à leur abolition en 1638, lorsque le Parlement devint une assemblée entièrement laïque. Un acte de 1587 accorda aux seigneurs de chaque comté le droit d'envoyer deux commissaires à chaque parlement. Ces commissaires de comté siégèrent à partir de 1592, partageant jusqu'en 1640 le même vote, puis disposant d'un vote chacun ensuite. Le nombre de burghs autorisés à envoyer des commissaires au Parlement augmenta de manière significative à la fin du XVIe siècle et au début du XVIIe siècle, jusqu'à devenir, dans les années 1640 le plus grand état du Parlement.

### LeXVIIesiècle
Cette section fait l'objet d'un désaccord de neutralité dans la version anglaise
Dans la seconde moitié du XVIe siècle, le Parlement commença à légiférer dans des domaines de plus en plus nombreux, et il y eut un accroissement sensible de la législation produite. Durant le règne de Jacques VI d'Écosse, les Lords des Articles se trouvèrent davantage sous l'influence de la Couronne. À partir de 1612, ils semblaient parfois avoir été nommés par le roi plutôt que par le Parlement. En conséquence, des contemporains considéraient que l'indépendance du Parlement avait été entamée. Ce déclin s'acheva pendant la période des covenants (1638-1651), lorsque le parlement écossais prit le contrôle de l'exécutif, s'emparant véritablement de la souveraineté du roi, et mettant en place des changements constitutionnels, qui seraient mis en œuvre peu de temps après en Angleterre. Le régime covenantaire tomba en 1651, après l'invasion de l'Écosse par Cromwell, dont le gouvernement du Protectorat imposa une brève union parlementaire anglo-écossaise en 1657.
Durant cette période, le Parlement obtint le seul siège permanent qu'il ait jamais eu. Le roi Charles Ier d'Angleterre ordonna la construction à Édimbourg de la Maison du Parlement, qui fut achevée en 1639.
Le Parlement écossais réapparut en 1660, au retour sur le trône de Charles II d'Angleterre. Ce dernier tenta de nouveau d'imposer l'Épiscopalisme en Écosse, provoquant des révoltes de covenantaires, tels que les Cameroniens. Elles furent réprimées pendant le « Temps des meurtres », pour tenter de contenir l'enthousiasme révolutionnaire du Presbytérianisme. En 1685, le frère catholique de Charles, Jacques II d'Angleterre, lui succéda. Il poursuivit la brouille avec le Parlement pour la simple raison que celui-ci était alors composé presque exclusivement d'hommes viscéralement opposés au catholicisme romain et à l'épiscopalisme, comme le montra le meurtre brutal et injustifié de l'archevêque James Sharp, devant sa propre fille, par un groupe de Cameroniens, alors qu'il traversait en voiture Magus Moor. En Angleterre et en Écosse, le roi Jacques tenta d'accorder la tolérance religieuse grâce à ses deux Déclarations d'Indulgence, et de permettre la liberté de la pratique à ceux qui ne s'étaient pas conformés à la religion d'état, comme les catholiques et les protestants dissidents.
Pour cet acte de tolérance, qui mettait fin à la plupart des brutales lois pénales élisabéthaines, qui conduisaient un homme à subir le supplice de hanged, drawn and quartered, simplement pour avoir assisté à l'office de sa propre religion, Jacques rencontra l'opposition des Whigs, dont les ancêtres s'étaient enrichis par le pillage des monastères lors de la Réforme, et qui craignaient que leurs richesses et leurs pouvoirs leur fussent disputés. Ceux-ci, ainsi que quelques Tories, étaient déterminés à maintenir les lois pénales, qui punissaient l'absence aux offices de la religion d'état, et qui exigeaient, pour toutes les charges publiques, de prêter un serment, qui était profondément offensant pour ceux qui ne partageaient pas les croyances de la religion officielle. Sept évêques anglicans refusèrent de lire la Déclaration d'Indulgence à leurs chaires. Cela déclencha une controverse, qui s'acheva lorsqu'un groupe de sept hommes invitèrent Guillaume d'Orange à envahir l'Angleterre.
Guillaume d'Orange et ses alliés whigs cherchèrent à évincer Jacques, et à le remplacer par Marie II d'Angleterre, femme de Guillaume et fille de Jacques, la première dans la lignée de succession de Jacques. En novembre 1688, Guillaume, avec l'aide de plusieurs alliés dans l'armée et ailleurs, envahit l'Angleterre, et Jacques s'enfuit en France. En février 1689, lors de la Glorieuse Révolution, le Parlement anglais déclara que le trône était vacant, et accorda officiellement la Couronne conjointement au plus proche prince de sang, Guillaume d'Orange, et à sa femme Marie. Le Parlement écossais n'accepta pas tout d'abord Guillaume, qui convoqua donc une Convention des états. Celle-ci se réunit le 14 mars 1689 à Édimbourg pour examiner la situation. Des forces armées des Cameroniens, ainsi que des highlanders du clan Campbell conduits par le comte d'Argyll, étaient venus soutenir Guillaume. Du côté de Jacques, il y avait le vicomte de Dundee, commandant des gardes du corps du roi, qui assista au début, mais qui se retira au bout de quatre jours. La Convention déposa le roi Jacques, puis proclama les droits fondamentaux des Scots et les devoirs du roi dans le « Claim of Right » de 1689, et invita Guillaume et Marie à accepter la souveraineté. Guillaume et Marie furent proclamés à Édimbourg le 11 avril 1689, et furent couronnés à Londres en mai. Ceux qui restèrent fidèles à la maison dépossédée des Stuart furent connus sous le nom des Jacobites (de « Jacobus », nom latin de Jacques).

### Union avec l’Angleterre
C'est simplifier à l'extrême que de prétendre, comme le fit de façon mémorable Robert Burns, que l'union de l'Angleterre et de l'Écosse, et donc la dissolution du Parlement écossais, fut permise par les membres écossais, qui furent « achetés et vendus par de l'or anglais ». Cependant la corruption et la division parlementaire, combinées avec des impératifs économiques plus larges, résultant en partie du désastre du plan Darien, (Darien Scheme, en Anglais) permirent à la Couronne d'incorporer l'union avec l'Angleterre dans l'Acte d'Union de 1707, ce qui amena la création du Parlement de Grande-Bretagne.

## Composition et procédure auXVIIesiècle

### Présidence du Parlement
La charge de président du Parlement ne s'est jamais développée en un équivalent du « Speaker » de la Chambre des communes anglaise de Westminster — essentiellement à cause de la nature monocamérale du Parlement, qui le fait ressembler davantage à la Chambre des lords. Un acte de 1428, qui créa un « orateur commun », se révéla stérile, et le Lord Chancelier d'Écosse demeura le président. Après l'Union des couronnes en 1603, le Parlement était présidé, en l'absence du roi, soit par le Lord Chancelier d'Écosse, soit par le Lord Haut-Commissaire au Parlement d'Écosse. Après la Restauration, le Lord Chancelier fut fait président de droit du Parlement, ses fonctions incluant la formulation des questions et leur mise au vote.